# Busto (Amália Rodrigues)
Busto é um disco de Amália Rodrigues, gravado em 1962. É um dos discos centrais da sua carreira, e como tal, um documento essencial do fado.
É o disco que marca o início da colaboração de Alain Oulman com Amália.
O busto que figura na capa do disco é da autoria de Joaquim Valente e a fotografia do mesmo de Nuno Calvet. 

## Gravação
Amália foi acompanhada pelos músicos José Nunes à guitarra portuguesa, Castro Mota na viola e Alain Oulman no piano.
O disco foi gravado no Teatro Taborda, no coração de Lisboa, antes de a Valentim de Carvalho se ter mudado para Paço de Arcos. 

## Descrição do álbum
O álbum que ficaria conhecido como Busto (devido à estatueta que trazia na capa) para obviar à ausência de título marcou o encontro histórico entre Amália, já então a Voz do Fado, e o compositor Alain Oulman. E, em criações imortais como "Abandono" ou "Madrugada de Alfama", deu novas cartas de nobreza do fado, elevando-o a um nível melódico e literário ate aí insuspeito.

## Alinhamento
| #  | Título                   | Poesia / Música                                |
| -- | ------------------------ | ---------------------------------------------- |
| 1. | "Asas Fechadas"          | Luís Macedo / Alain Oulman                     |
| 2. | "Cais d'Outrora"         | Luís Macedo / Alain Oulman                     |
| 3. | "Estranha forma de vida" | Amália Rodrigues / Alfredo "Marceneiro" Duarte |
| 4. | "Maria Lisboa"           | David Mourão-Ferreira / Alain Oulman           |
| 5. | "Madrugada de Alfama"    | David Mourão-Ferreira / Alain Oulman           |
| 6. | "Abandono"               | David Mourão-Ferreira / Alain Oulman           |
| 7. | "Aves Agoirentas"        | David Mourão-Ferreira / Alain Oulman           |
| 8. | "Povo que lavas no rio"  | Pedro Homem de Mello / Joaquim Campos          |
| 9. | "Vagamundo"              | Luís Macedo / Alain Oulman                     |